# Les Franqueses del Vallès
Les Franqueses del Vallès è un comune spagnolo di 17 000 abitanti situato nella comunità autonoma della Catalogna.